# Артемьевский сельсовет (Ярославская область)
Артемьевский сельсовет — упразднённая административно-территориальная единица в Тутаевском районе Ярославской области России. Существовал в 1924—1993 годах.
Создан решением второй сессии Ярославского Губисполкома от 13-24 июня 1924 года. Первоначально входил состав Борисоглебской волости, а после её ликвидации в 1929 году — в Тутаевский район.
По указу Президиума Верховного Совета РСФСР от 14.06.1954 в Артемьевский сельский Совет был включён Николо-Эдомский сельсовет.
По решению исполкома Ярославского областного Совета депутатов трудящихся от 08.09.1960 Артемьевскому сельскому Совету переданы часть  населённых пунктов упразднённого  Мартыновского сельсовета.
На основании Указа Президента РСФСР от 22.08.1991 « О некоторых вопросах деятельности исполнительной власти РСФСР» в декабре 1991 упразднён исполнительный комитет Артемьевского сельского Совета народных депутатов и создана Артемьевская сельская администрация.
На основании Указа Президента Российской Федерации от 09.10.1993 № 1617 «О реформе представительных органов местного самоуправления в Российской Федерации» и постановления главы администрации Ярославской области от 12.10.93 № 254 «О реформе представительных органов власти и местного самоуправления в Ярославской области» прекращена деятельность Артемьевского сельского Совета народных депутатов..